# لحایا
لحایا (به عربی: لحایا) یک روستا در سوریه است که در ناحیه صوران واقع شده‌است. لحایا ۴۸۶ نفر جمعیت دارد.